# Ernst Schala
Ernst Schala (negdje i Schalla) (1916.), bivši je austrijski hokejaš na travi. 
Igrao je na mjestu veznog igrača.
Na hokejaškom turniru na Olimpijskim igrama 1948. u Londonu je igrao za Austriju, koja je ispala u 1. krugu. Austrija je osvojila 3. mjesto u skupini "A", odigravši dva susreta neriješeno i izgubivši samo od kasnijeg olimpijskog pobjednika, hokejaške velesile Indije. Na završnoj ljestvici je dijelila 5. – 13. mjesto. 
Na hokejaškom turniru na Olimpijskim igrama 1952. u Helsinkiju je igrao za Austriju, koja je ispala u četvrtzavršnici, a nakon razigravanja po kup-sustavu osvojila 7. mjesto. S 36 godina je bio jednim od najstarijih igrača u sastavu.

## Vanjske poveznice
- (engl.) Profil na Sports Reference.com  Arhivirana inačica izvorne stranice od 14. prosinca 2012. (Wayback Machine)